# كارل برنارد روبين
كارل برنارد روبين (بالإنجليزية: Carl Bernard Rubin)‏ هو محامي وقاضي أمريكي، ولد في 27 مارس 1920 في سينسيناتي في الولايات المتحدة، وتوفي بنفس المكان في 2 أغسطس 1995.